# Komissarowo (obwód smoleński)
Komissarowo (ros. Комиссарово) – wieś (ros. деревня, trb. dieriewnia) w zachodniej Rosji, w osiedlu wiejskim Gusinskoje rejonu krasninskiego w obwodzie smoleńskim.

## Geografia
Miejscowość położona jest nad Bierieziną, 12 km od granicy z Białorusią, 1,5 km od najbliższego przystanku kolejowego (468 km), przy drogach: magistralnej M1 «Białoruś» i regionalnej 66K-31 (droga R120 / Płoskoje – Priwolje – Ordowka – Komissarowo / M1), 2,5 km od centrum administracyjnego osiedla wiejskiego (dieriewnia Gusino), 20 km od centrum administracyjnego rejonu (Krasnyj), 46,5 km od Smoleńska.
W granicach miejscowości znajdują się ulice: Centralnaja, Zapadnaja.

## Demografia
W 2010 r. miejscowość zamieszkiwało 158 osób.

## Historia
W czasie II wojny światowej od lipca 1941 roku miejscowość była okupowana przez hitlerowców. Wyzwolenie nastąpiło we wrześniu 1943 roku.